# PTU (film)
PTU – hongkoński kryminalny dramat filmowy w reżyserii Johnniego To, którego premiera odbyła się 9 lutego 2003 roku.
Film zarobił 362 671 dolarów hongkońskich w Hongkongu.
Film oraz jego obsada byli nominowani do nagród w 19 kategoriach i zdobyli nagrody w 11 kategoriach.

## Obsada
Źródło: Filmweb

- Ruby Wong – Leigh Cheng
- Wong Tin-lam
- Frank Michael Liu
- Jerome Fung
- Raymond Wong
- Eddy Ko
- Lam Suet – Lo
- Simon Yam – Mike Ho
- Courtney Wu – ochroniarz
- Lo Hoi-pang
- Maggie Shiu – Kat